# بيرتياوات
بيرتياوات (الاسم العلمي: Pertyoideae) هي أسرة نباتية تتبع فصيلة النجمية من رتبة النجميات، ومن العائلة الفرعية لـكاسيات البذور تتواجد في آسيا،أفغنساتان.